# 18e étape du Tour d'Espagne 2012
La 18e étape du Tour d'Espagne 2012 s'est déroulée le jeudi 6 septembre 2012, entre Aguilar de Campoo et Valladolid après 204,5 km de course.

## Parcours de l'étape
Un parcours de 204.5 kilomètres de plaine promis aux sprinters ou à une échappée. Aucune difficultés au programme, les deux sprints intermédiaires sont situés dans le dernier tiers de la course.

## Déroulement de la course
Le début de l'étape a été animée par  Luis Angel Maté (Cofidis), Gustavo Cesar Veloso (Andalucia), Martijn Keizer (Vacansoleil), Brent Bookwalter (BMC) et Gatis Smukulis (Katusha). Après avoir obtenu 4 minutes d'avance, le peloton a repris les fuyards à 15 kilomètres de l'arrivée à cause du travail des équipes des sprinteurs. Finalement, l'Italien Daniele Bennati (RadioShack) a remporté au sprint de peu le Britannique Ben Swift (Sky), l'Australien Allan Davis (Orica-Greenedge) et le Français Lloyd Mondory (AG2R). John Degenkolb (Argos-Shimano), déjà vainqueur de 4 étapes sur cette Vuelta, n'a terminé que 5e.

## Classement de l'étape
| Classement de l'étape | Classement de l'étape | Classement de l'étape | Classement de l'étape | Classement de l'étape |
|                       | Coureur               | Pays                  | Équipe                | Temps                 |
| --------------------- | --------------------- | --------------------- | --------------------- | --------------------- |
| 1er                   | Daniele Bennati       | ITA                   | RadioShack-Nissan     | en 4 h 17 min 17 s    |
| 2e                    | Ben Swift             | GBR                   | Sky                   | + 0 s                 |
| 3e                    | Allan Davis           | AUS                   | Orica-GreenEDGE       | + 0 s                 |
| 4e                    | Lloyd Mondory         | FRA                   | AG2R La Mondiale      | + 0 s                 |
| 5e                    | John Degenkolb        | GER                   | Argos-Shimano         | + 0 s                 |
| 6e                    | Davide Viganò         | ITA                   | Lampre-ISD            | + 0 s                 |
| 7e                    | Matti Breschel        | DEN                   | Rabobank              | + 0 s                 |
| 8e                    | Koen de Kort          | NED                   | Argos-Shimano         | + 0 s                 |
| 9e                    | Mitchell Docker       | AUS                   | Orica-GreenEDGE       | + 0 s                 |
| 10e                   | Grégory Rast          | SUI                   | RadioShack-Nissan     | + 6 s                 |
| modifier              |                       |                       |                       |                       |

## Classement général
| Classement général | Classement général | Classement général | Classement général     | Classement général  |
|                    | Coureur            | Pays               | Équipe                 | Temps               |
| ------------------ | ------------------ | ------------------ | ---------------------- | ------------------- |
| 1er                | Alberto Contador   | ESP                | Saxo Bank-Tinkoff Bank | en 72 h 25 min 21 s |
| 2e                 | Alejandro Valverde | ESP                | Movistar               | + 1 min 52 s        |
| 3e                 | Joaquim Rodríguez  | ESP                | Katusha                | + 2 min 28 s        |
| 4e                 | Christopher Froome | GBR                | Sky                    | + 9 min 40 s        |
| 5e                 | Daniel Moreno      | ESP                | Katusha                | + 11 min 36 s       |
| 6e                 | Robert Gesink      | NED                | Rabobank               | + 12 min 2 s        |
| 7e                 | Laurens ten Dam    | NED                | Rabobank               | + 12 min 55 s       |
| 8e                 | Andrew Talansky    | USA                | Garmin-Sharp           | + 13 min 6 s        |
| 9e                 | Igor Antón         | ESP                | Euskaltel-Euskadi      | + 13 min 49 s       |
| 10e                | Beñat Intxausti    | ESP                | Movistar               | + 14 min 10 s       |
| modifier           |                    |                    |                        |                     |

## Classements annexes

### Classement par points
| Classement par points | Classement par points | Classement par points | Classement par points  | Classement par points |
| --------------------- | --------------------- | --------------------- | ---------------------- | --------------------- |
|                       | Coureur               | Pays                  | Équipe                 | Point(s)              |
| 1er                   | Joaquim Rodríguez     | ESP                   | Katusha                | 170 points            |
| 2e                    | Alejandro Valverde    | ESP                   | Movistar               | 159 pts               |
| 3e                    | Alberto Contador      | ESP                   | Saxo Bank-Tinkoff Bank | 152 pts               |
| modifier              |                       |                       |                        |                       |

### Classement du meilleur grimpeur
| Classement du meilleur grimpeur | Classement du meilleur grimpeur | Classement du meilleur grimpeur | Classement du meilleur grimpeur | Classement du meilleur grimpeur |
| ------------------------------- | ------------------------------- | ------------------------------- | ------------------------------- | ------------------------------- |
|                                 | Coureur                         | Pays                            | Équipe                          | Point(s)                        |
| 1er                             | Simon Clarke                    | AUS                             | Orica-GreenEDGE                 | 38 points                       |
| 2e                              | Joaquim Rodríguez               | ESP                             | Katusha                         | 36 pts                          |
| 3e                              | Thomas De Gendt                 | BEL                             | Vacansoleil-DCM                 | 33 pts                          |
| modifier                        |                                 |                                 |                                 |                                 |

### Classement du combiné
| Classement du combiné | Classement du combiné | Classement du combiné | Classement du combiné  | Classement du combiné |
| --------------------- | --------------------- | --------------------- | ---------------------- | --------------------- |
|                       | Coureur               | Pays                  | Équipe                 | Point(s)              |
| 1er                   | Joaquim Rodríguez     | ESP                   | Katusha                | 6 points              |
| 2e                    | Alejandro Valverde    | ESP                   | Movistar               | 8 pts                 |
| 3e                    | Alberto Contador      | ESP                   | Saxo Bank-Tinkoff Bank | 9 pts                 |
| modifier              |                       |                       |                        |                       |

### Classement par équipes
| Classement général par équipes | Classement général par équipes | Classement général par équipes | Classement général par équipes |
|                                | Équipe                         | Pays                           | Temps                          |
| ------------------------------ | ------------------------------ | ------------------------------ | ------------------------------ |
| 1re                            | Movistar                       | Espagne                        | en 217 h 3 min 21 s            |
| 2e                             | Euskaltel-Euskadi              | Espagne                        | + 17 min 32 s                  |
| 3e                             | Rabobank                       | Pays-Bas                       | + 25 min 6 s                   |
| modifier                       |                                |                                |                                |

## Abandon
- Linus Gerdemann (RadioShack-Nissan) : abandon